# Kseroterm
Kseroterm – gatunek rośliny, występujący w siedliskach ciepłych i ubogich w wodę (np. murawa kserotermiczna).